# Goodbye, Dragon Life
Goodbye, Dragon Life (яп. さようなら竜生、こんにちは人生, Sayōnara Ryūsei, Konnichiwa Jinsei, досл. «Життя дракона прощавай, привіт людське життя») — серія ранобе, написана Хіроакі Наґашімою та проілюстрована Кісуке Ічімару. Вона почала публікацію онлайн у січні 2013 року на сайті Shōsetsuka ni Narō і перемістилася на сайт AlphaPolis у серпні 2016 року. Згодом AlphaPolis придбала права на серію та випустила двадцять чотири томи з квітня 2015 року. Манґа, адаптована за мотивами ранобе, з малюнками Куроно, публікується онлайн через манґа-сайт AlphaPolis з грудня 2015 року та зібрана в дванадцяти томах. Манґа також публікується цифрово англійською через Alpha Manga. Адаптація в аніме-серіал, вироблена компаніями SynergySP та Vega Entertainment, виходила в ефір з жовтня по грудень 2024 року.

## Персонажі
Долан (яп. ドラン, Doran)
Багатовіковий божественний дракон, який переродився в молодого чоловіка, що живе в селі Верун.
Селена (яп. セリナ, Serina)
Ламія, з якою Долан зустрічається на болоті, він пропонує їй жити в селі.
Крістіна (яп. クリスティーナ, Kurisutīna)
Лицарка з аристократичного роду.
Айрі (яп. アイリ)
Молода дівчина в селі Верун, яка закохана в Долана.
Діадора (яп. ディアドラ, Diadora)
Дух чорної троянди з лісу Енте.
Джіо (яп. ギオ)
Лідер міліції лісових ельфів.
Фіо (яп. フィオ)
Лісова ельфійка, молодша сестра Джіо.
Марле (яп. マール, Māru)

Геолуд (яп. ゲオルード, Georūdo)

Рафлазія (яп. ラフラシア, Rafurashia)
Дух квітки-демона.
Глен (яп. ゲレン)

Георг (яп. ゲオルグ, Georugu)

Маріда (яп. マリーダ, Marīda)
Член міліції Берун.
Летісія (яп. レティシャ, Retisha)
Жінка, яка слідує за богинею Мірал і стверджує що є її прямою оракулою.
Калавіт (яп. カラヴィス, Karabisu)
Як і Долан у його попередньому житті, Калавіт є одним із семи божественних драконів.
Мірал (яп. マイラール, Mairāru)
Богиня та давня подруга Долана з його драконячих років.

## Медіа

### Ранобе
| №  | Дата виходу       | ISBN                   |
| -- | ----------------- | ---------------------- |
| 1  | 8 квітня 2015     | ISBN 978-4-43-420426-5 |
| 2  | 26 червня 2015    | ISBN 978-4-43-420769-3 |
| 3  | 30 вересня 2015   | ISBN 978-4-43-421116-4 |
| 4  | 25 грудня 2015    | ISBN 978-4-43-421513-1 |
| 5  | 28 березня 2016   | ISBN 978-4-43-421770-8 |
| 6  | 27 червня 2016    | ISBN 978-4-43-422115-6 |
| 7  | 30 вересня 2016   | ISBN 978-4-43-422441-6 |
| 8  | 31 січня 2017     | ISBN 978-4-43-422954-1 |
| 9  | 31 травня 2017    | ISBN 978-4-43-423376-0 |
| 10 | 31 серпня 2017    | ISBN 978-4-43-423723-2 |
| 11 | 30 листопада 2017 | ISBN 978-4-43-424022-5 |
| 12 | 28 лютого 2018    | ISBN 978-4-43-424339-4 |
| 13 | 30 червня 2018    | ISBN 978-4-43-424810-8 |
| 14 | 31 жовтня 2018    | ISBN 978-4-43-425281-5 |
| 15 | 31 січня 2019     | ISBN 978-4-43-425593-9 |
| 16 | 31 травня 2019    | ISBN 978-4-43-426058-2 |
| 17 | 30 вересня 2019   | ISBN 978-4-43-426516-7 |
| 18 | 27 грудня 2019    | ISBN 978-4-43-426887-8 |
| 19 | 30 червня 2020    | ISBN 978-4-43-427240-0 |
| 20 | 26 лютого 2021    | ISBN 978-4-43-428552-3 |
| 21 | 31 серпня 2021    | ISBN 978-4-43-429268-2 |
| 22 | 30 грудня 2021    | ISBN 978-4-43-429729-8 |
| 23 | 28 грудня 2022    | ISBN 978-4-43-431344-8 |
| 24 | 31 березня 2024   | ISBN 978-4-43-433599-0 |
| 25 | 30 вересня 2024   | ISBN 978-4-43-434513-5 |

### Манґа
| №  | Дата виходу       | ISBN                   |
| -- | ----------------- | ---------------------- |
| 1  | 31 січня 2017     | ISBN 978-4-43-422798-1 |
| 2  | 31 грудня 2017    | ISBN 978-4-43-423966-3 |
| 3  | 31 грудня 2018    | ISBN 978-4-43-425366-9 |
| 4  | 31 грудня 2019    | ISBN 978-4-43-426773-4 |
| 5  | 30 червня 2020    | ISBN 978-4-43-427534-0 |
| 6  | 31 грудня 2020    | ISBN 978-4-43-428255-3 |
| 7  | 31 липня 2021     | ISBN 978-4-43-429126-5 |
| 8  | 31 березня 2022   | ISBN 978-4-43-430097-4 |
| 9  | 30 вересня 2022   | ISBN 978-4-43-430883-3 |
| 10 | 30 квітня 2023    | ISBN 978-4-43-431930-3 |
| 11 | 30 листопада 2023 | ISBN 978-4-43-432948-7 |
| 12 | 31 березня 2024   | ISBN 978-4-43-433614-0 |
| 13 | 30 вересня 2024   | ISBN 978-4-43-434496-1 |

### Аніме
Адаптація в аніме-серіал була анонсована 15 березня 2024 року. Вона вироблялася компаніями SynergySP та Vega Entertainment, режисер — Кенічі Нішіда, сценарії написав Наокацу Цуда, дизайном персонажів створив Нозомі Кавашіге, музику написали Тацухіко Саїкі та Ханае Накамура. Серіал транслювався з 11 жовтня по 27 грудня 2024 року на TBS та інших мережах. Початковою темою є «Together Forever» у виконанні Lun8, а кінцевою — «Kimi to Mita Keshiki» (яп. 君と見た景色) у виконанні EverdreaM. Crunchyroll транслював серіал під назвою Good Bye, Dragon Life.

#### Епізоди
| № серії | Назва серії                                                                                   | Режисер(и)    | Сценарист(и)     | Режисер(и) анімації | Оригінальна дата показу |
| ------- | --------------------------------------------------------------------------------------------- | ------------- | ---------------- | ------------------- | ----------------------- |
| 1       | «Прощавай, драконове життя» Транслітерація: «Sayōnara Ryūsei» (яп. さようなら竜生)            | Кенічі Нішіда | Наокацу Цуда     | Кенічі Нішіда       | 11 жовтня 2024          |
| 2       | «Новий друг» Транслітерація: «Atarashī Nakama» (яп. 新しい仲間)                               | Шігеки Авай   | Наокацу Цуда     | Кенічі Нішіда       | 18 жовтня 2024          |
| 3       | «Дівчина-Лицар» Транслітерація: «Onna-Kenshi» (яп. 女剣士)                                    | Маю Нумаяма   | Анна Кавахара    | Маю Нумаяма         | 25 жовтня 2024          |
| 4       | «Відьма» Транслітерація: «Majo» (яп. 魔女)                                                    | Мацуо Асамі   | Анна Кавахара    | Кенічі Нішіда       | 1 листопада 2024        |
| 5       | «Ліс Енте» Транслітерація: «Ente no Mori» (яп. エンテの森)                                    | Кенічі Нішіда | Наохіро Фукушіма | Машамі Ватанабе     | 8 листопада 2024        |
| 6       | «Візитери з темряви» Транслітерація: «Yami yori no Raihōsha» (яп. 闇よりの来訪者)             | Юїчі Сато     | Наохіро Фукушіма | Куніхіса Сугісіма   | 15 листопада 2024       |
| 7       | «Бій» Транслітерація: «Ransen» (яп. 乱戦)                                                     | Маю Нумаяма   | Наохіро Фукушіма | Маю Нумаяма         | 22 листопада 2024       |
| 8       | «Ніч перед битвою» Транслітерація: «Kessen Zenya» (яп. 決戦前夜)                              | Шігеки Авай   | Наохіро Фукушіма | Кенічі Нішіда       | 29 листопада 2024       |
| 9       | «Битва за портал до демонічного світу» Транслітерація: «Makai-mon no Kōbō» (яп. 魔界門の攻防) | Ютаро Танії   | Наокацу Цуда     | Кенічі Нішіда       | 6 грудня 2024           |
| 10      | «Рішуча битва» Транслітерація: «Kessen» (яп. 決戦)                                            | Юїчі Сато     | Наокацу Цуда     | Кенічі Нішіда       | 13 грудня 2024          |
| 11      | «Люди, що прощаються» Транслітерація: «Sari yuku Hitobito» (яп. 去りゆく人々)                 | Маю Нумаяма   | Анна Кавахара    | Маю Нумаяма         | 20 грудня 2024          |
| 12      | «Привіт, людське життя» Транслітерація: «Konnichiwa Jinsei» (яп. こんにちは人生)              | Кенічі Нішіда | Анна Кавахара    | Кенічі Нішіда       | 27 грудня 2024          |